# Oneida (New York)
Oneida je město v okrese Madison County ve státě New York ve Spojených státech amerických. K roku 2010 zde žilo 11 393 obyvatel. S celkovou rozlohou 57,2 km² byla hustota zalidnění 199,178 obyvatel na km².